# BPI Awards 1983
Die BPI Awards 1983 wurden am 8. Februar 1981 im Grosvenor House Hotel, London verliehen. Moderator war Tim Rice.
Die meisten Nominierungen mit zwei erhielten ABC und Yazoo. Die meisten Awards mit zwei erhielt Paul McCartney, der neben einer Nominierung auch einen Spezialpreis erhielt.

## Nominierte und Gewinner
| British Album of the Year | British Producer of the Year |
| --- | --- |
| - Barbra Streisand – Memories (Vereinigte Staaten) - The Kids from "Fame" – The Kids from "Fame" (Vereinigte Staaten) - Madness – Complete Madness | - Trevor Horn - Alan Winstanley & Clive Langer - George Martin - Martin Rushent |
| British Single of the Year | Classical Recording |
| - Dexys Midnight Runners – Come On Eileen - Irene Cara – Fame (Vereinigte Staaten) - Survivor – Eye of the Tiger (Vereinigte Staaten)              | - John Williams - Christopher Hogwood - Joaquín Rodrigo - Julian Lloyd Webber - Neville Marriner - Simon Rattle                                                                          |
| British Male Solo Artist | British Female Solo Artist |
| - Paul McCartney - Cliff Richard - Phil Collins - Shakin’ Stevens                                                                                  | - Kim Wilde - Mari Wilson - Sheena Easton - Toyah Willcox |
| British Group | British Breakthrough Act |
| - Dire Straits - ABC - Yazoo | - Yazoo - ABC - Culture Club - Musical Youth |
| International Artist | Special Achievement Award |
| - Kid Creole and the Coconuts - Barry Manilow - Julio Iglesias                                                                                     | - Special Award: Chris Wright - Sony Trophy Award for Technical Excellence: Paul McCartney - Outstanding Contribution to Music: The Beatles - Lifetime Achievement Award: Pete Townshend |